# Egyetemes irodalomtörténet (Heinrich)
A Heinrich Gusztáv szerkesztésében megjelent Egyetemes irodalomtörténet A magyar irodalom története, a Nagy képes világtörténet, A magyar nemzet története, és A zsidók egyetemes története mellett egyike az Osztrák–Magyar Monarchia alatt készült nagy terjedelmű összefoglaló tudományos–ismeretterjesztő alkotásoknak.

## Leírás
Az 1903 és 1911 között a Franklin Társulat gondozásában megjelent alkotás 4 nagy alakú kötetben, mintegy 3.000 oldal terjedelemben mutatja be a világ népeinek szépirodalmát a 19. század végéig bezárólag. A jó minőségű, fényezett papírra nyomott köteteket gazdag kapcsolódó irodalomtörténeti képi anyag díszíti.
Az első kötetben a távol-keleti- (indiaiak, kínaiak, japánok), és közel-keleti népek (egyiptomiak, babilóniaiak, asszírok, héberek, arabok, perzsák, örmények) irodalmának hosszabb-rövidebb ismertetése után „Hellének” cím alatt Hegedűs István mutatja be mintegy 270 oldalban az ókori görög irodalmat. Ezt követően Pecz Vilmos vázolja fel jóval rövidebb terjedelemben a középkori, úgynevezett bizánci irodalmat, és az újgörög irodalmat.
A második kötet Csengery János rövid, mindössze 100 oldalas római irodalomtörténetével kezdődik, majd néhány kisebb fejezet (ókeresztény irodalom, provanszálok, katalánok) után Haraszti Gyula dolgozza fel 280 oldalban a francia irodalom teljes történetét. Ezt Radó Antal 150 oldalas olasz irodalom- és Philipp August Becker 80 oldalas spanyol irodalomtörténete követi. Huszár Vilmos 40 oldalban mutatja be a portugál irodalmat, majd Alexics György 80 oldalban a román irodalmat. A kötet Gombocz Zoltán rétoromán irodalomtörténeti vázlatával zárul.
A harmadik kötet a szerkesztő rövid tanulmányával kezdődik, amely a kelta irodalommal kapcsolatban közöl gondolatokat. (A mű valójában nem-igen ismerteti a kelta irodalmat). Ezután Petz Gedeon és Erdélyi Károly a dán-, a norvég-, és a svéd irodalom történetét tekinti át összességében mintegy 130 oldalon. Petz Gedeon és Voinovich Géza mutatja be 180 oldalban az angol-, Nagy Zsigmond 50 oldalban a holland irodalmat. Végül a szerkesztő 300 oldalas német irodalomtörténeti dolgozata kapott helyet a kötetben.
A negyedik, záró kötet a különböző kis finnugor népek irodalmainak áttekintése után Pröhle Vilmos 80 oldalas török-, Laufer Bertold 40 oldalas mongol- és 30 oldalas mandzsu irodalomtörténetét tartalmazza. Ezt követően Brückner Sándor 70 oldalas orosz-, Franko István 30 oldalas ukrán-, Brückner Sándor 60 oldalas lengyel-, Cerny Adolf 10 oldalas szorb-, Novák Ernő 60 oldalas cseh-, Skultéty József 20 oldalas szlovák- és Prijatelj Iván 10 oldalas szlovén irodalomtörténeti feldolgozása olvasható. A kötetet a délszláv irodalom bemutatása zárjaː Popovic Pál 60 oldalban a szerb- és a horvát irodalom, míg Atanasov Angyal 40 oldalban a bolgár irodalom főbb vonásait foglalja össze.
A nagy mű napjainkig nem rendelkezik reprint kiadással, viszont az első három kötet elektronikus formában elérhető az Internet Archive oldalán (ld. a táblázatban).

## Kötetbeosztás
| Kötetszám  | Kötetcím               | Népek | Kiadási év | Oldalszám | Képek                                 | Elektronikus elérhetőség |
| ---------- | ---------------------- | --- | ---------- | --------- | ------------------------------------- | ------------------------ |
| I. kötet   | Keleti népek, hellének | indiaiak, kínaiak, japánok, egyiptomiak, babilóniaiak, asszírok, héberek, arabok, perzsák, örmények, görögök                                                                       | 1903       | 742 o.    | 40 műmelléklettel és 238 szövegképpel | Internet Archive         |
| II. kötet  | Rómaiak, románok       | rómaiak, provanszálok, katalánok, franciák, olaszok, spanyolok, portugálok, románok, rétorománok                                                                                   | 1905       | 915 o.    | 31 műmelléklettel és 218 szövegképpel | Internet Archive         |
| III. kötet | Kelták, germánok       | kelták, izlandiak, dánok, norvégok, svédek, angolok, hollandok, németek, mandzsuk, oroszok, ukránok, lengyelek, szorbok, csehek, szlovákok, szlovének, szerbek, horvátok, bolgárok | 1907       | 680 o.    | 35 műmelléklettel és 148 szövegképpel | Internet Archive         |
| IV. kötet  | Ural-Altajiak, szlávok | finnek, volgaiak, szamojédok, törökök, mongolok | 1911       | 746 o.    | 26 műmelléklettel és 126 szövegképpel | –                        |

### A tervezett V. kötet

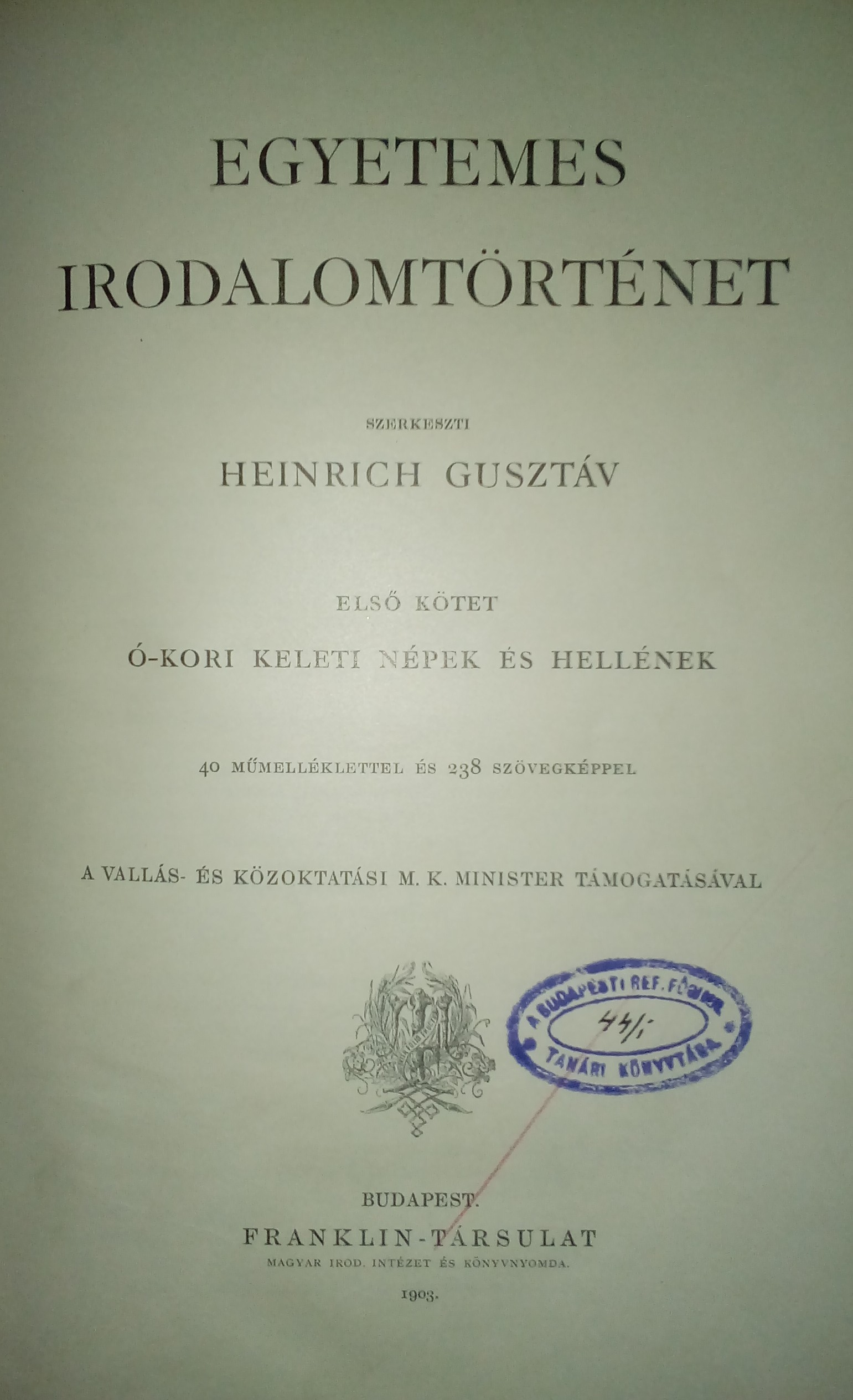
Az első kötet címlapja

A sorozatnak tervbe volt véve egy V. kötete is, és egy 1913-as Könyvjegyzék „sajtó alatt” minősítéssel jegyzi fel kínálatában. A kötetet Négyesy László irodalomtörténész írta volna meg, és címe „A magyarok irodalma” lett volna. (A mű terve szerepel Petrik Géza Magyar Könyvészetében is.) A kötet kiadásáról nincs későbbi információ – feltehetően az 1914-ben kitört első világháborús gazdasági nehézségek miatt nem jelent meg. Esetleges kéziratáról sincs forrás.